# أليخاندرو كاماتشو
أليخاندرو كاماتشو (بالإسبانية: Alejandro Camacho)‏ هو ممثل مكسيكي، ولد في 11 يوليو 1954 بمدينة مكسيكو في المكسيك.

## وصلات خارجية
- أليخاندرو كاماتشو على موقع IMDb (الإنجليزية)
- أليخاندرو كاماتشو على موقع ألو سيني (الفرنسية)
- أليخاندرو كاماتشو على موقع أول موفي (الإنجليزية)
- أليخاندرو كاماتشو على موقع قاعدة بيانات الفيلم (الإنجليزية)
- أليخاندرو كاماتشو على موقع كينوبويسك (الروسية)